# Ojdip
Ojdip (grško Οἰδίπους, dobesedno »otečeno stopalo«) je mitološki grški kralj mestne države Tebe, tragičen lik, ki nenamerno izpolni prerokbo, da bo ubil očeta in se poročil s svojo mamo. S tem prinese nesrečo svoji družini in Tebam. Ojdipova zgodba je predstavljena v Sofoklejevi tragediji Kralj Ojdip, pripoved pa se nadaljuje še s tragedijama Ojdip v Kolonu in Antigona, ki tvorijo znamenito Sofoklejevo tebansko trilogijo. Fragmenti mita o Ojdipu so sicer predstavljeni tudi v delih drugih starogrških ustvarjalcev, kot so Homer, Heziod, Pindar, Ajshil in Evripid, toda Sofoklejeva različica je najbolj znana.
Sigmund Freud je v delu Interpretacija sanj 1899 po Ojdipu uvedel ojdipovski kompleks, ki je nezavedna navezanost otroka na roditelja nasprotnega spola kot izraz otroške spolnosti. Za uspešno predelavo kompleksa se mora otrok identificirati z istospolnim roditeljem, do katerega čuti rivalstvo, in prevzeti moralne predstave staršev, sicer naj bi bil lahko kompleks vzrok različnih duševnih motenj.